# Ládbesenyő
Ládbesenyő là một thị trấn thuộc hạt Borsod-Abaúj-Zemplén, Hungary. Thị trấn này có diện tích 10,4 km², dân số năm 2010 là 273 người, mật độ 26 người/km².